# Lopezia miniata
Lopezia miniata är en dunörtsväxtart. Lopezia miniata ingår i släktet enmansblommor, och familjen dunörtsväxter.

## Underarter
Arten delas in i följande underarter:
- L. m. hintonii
- L. m. miniata
- L. m. paniculata